# 格陵蘭瘦獅子魚
格陵蘭瘦獅子魚，為輻鰭魚綱鮋形目杜父魚亞目獅子魚科的其中一種，分布於西北大西洋的戴維斯海峽海域，棲息深度930-1055公尺，體長可達5.3公分，為深海底棲性魚類，屬肉食性，生活習性不明。

## 擴展閱讀
維基物種上的相關：格陵蘭瘦獅子魚